# Gaius Mucius Scaevola

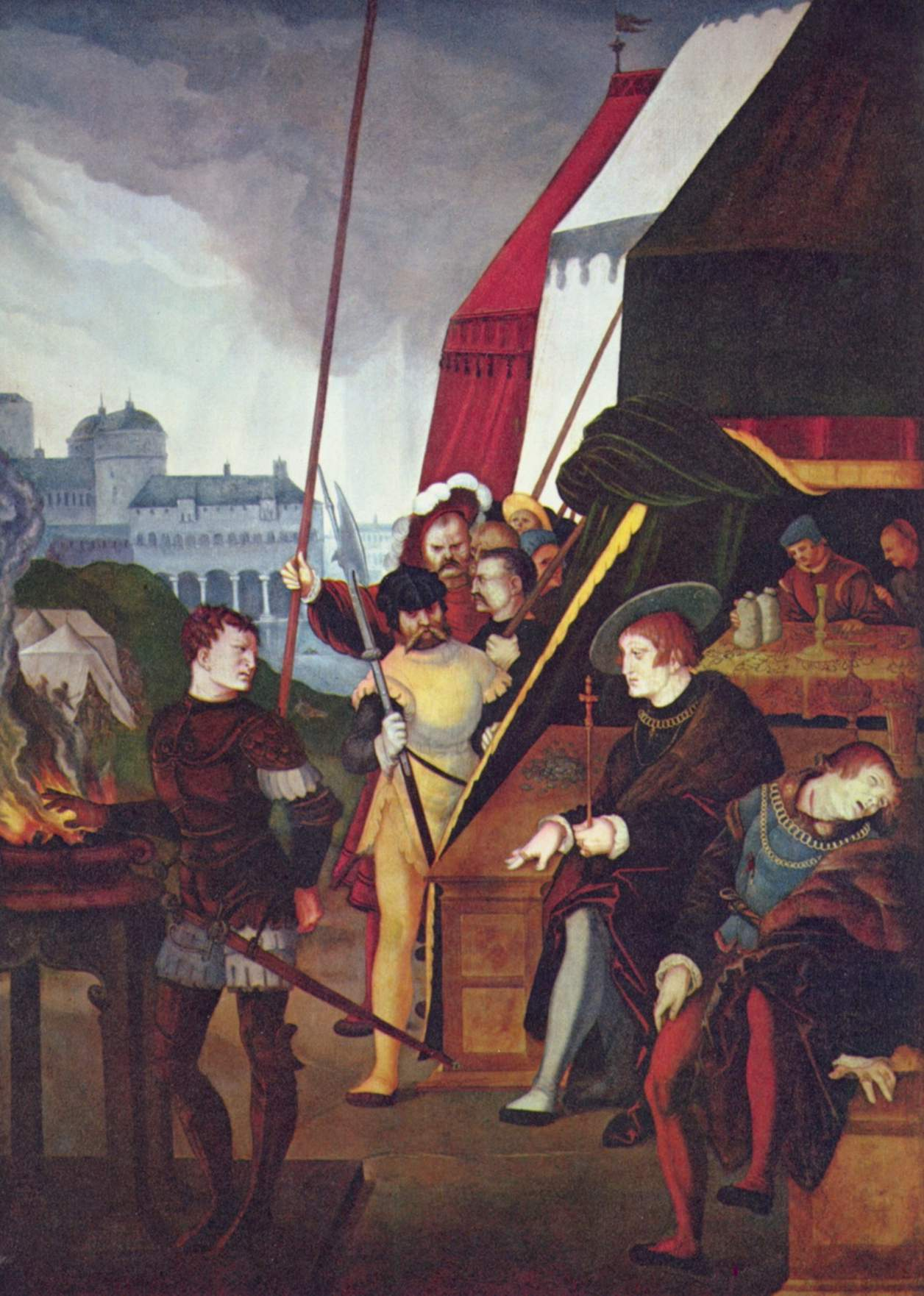
Gemälde Hans Baldungs (1531): Mucius Scaevola vor Porsenna

Gaius Mucius Scaevola (Linke Hand) ist eine Person aus der römischen Frühgeschichte. Die Legende – wie sie z. B. Livius berichtet – besagt, dass Mucius die Stadt Rom gerettet habe, als sie im Jahre 508 v. Chr. von dem feindlichen Etruskerkönig Lars Porsenna belagert wurde.

## Legende
Mucius soll sich in das feindliche Lager geschlichen haben, um Porsenna zu töten. Aus Unwissenheit hat er jedoch nicht Porsenna, sondern einen Schreiber getötet. Als er danach ergriffen wurde, sagte er Porsenna, dass viele Römer die Ehre begehren, ihn zu töten, und dass sich einige bereits im Lager befänden. Porsenna drohte Mucius, ihn den Flammen zu übergeben, falls Mucius nicht verriete, wer sie seien. Mucius streckte vor den Augen Porsennas seine rechte Hand in eine offene Flamme. Die Hand verbrannte, ohne dass er sich die Schmerzen anmerken ließ; er soll gesagt haben, dass sein Körper wertlos sei, seine Ehre nicht. Porsenna war von diesem Beispiel an Standhaftigkeit derart überwältigt, dass er Mucius die Freiheit schenkte, Friedensverhandlungen begann und schlussendlich die Belagerung Roms abbrach.
Mucius erhielt den Beinamen Scaevola (Linke Hand), weil er seine rechte Hand „verlor“, und vom römischen Senat ein Stück Land.

## Wissenschaftlicher Erklärungsansatz
Aktuellen Überlegungen zufolge wird in Betracht gezogen, Scaevola habe unter Syringomyelie gelitten. Eine dissoziierte Sensibilitätsstörung in der rechten Hand und damit einhergehender Verlust protopathischer Sensibilität könnten dem Römer seine Heldentat ermöglicht haben. Hierbei wird aber die Tatsache außer Acht gelassen, dass es sich bei den Helden der römischen Frühgeschichte überwiegend um Sagengestalten handelt, deren tatsächliche Existenz mehr als ungewiss ist. Daher führen naturwissenschaftliche Erklärungsversuche in die Irre. Die antiken Autoren ließen Scaevola seine Hand ins Feuer halten, um ein leuchtendes Beispiel für Vaterlandsliebe zu geben, die die Existenz der Stadt Rom über die eigene Existenz stellt. Über die Möglichkeit einer Syringomyelie haben sich die Autoren dabei sicherlich keine Gedanken gemacht, weshalb diese These unter Historikern und Philologen auch nicht diskutiert wird.

## Rezeption
Bildende Kunst

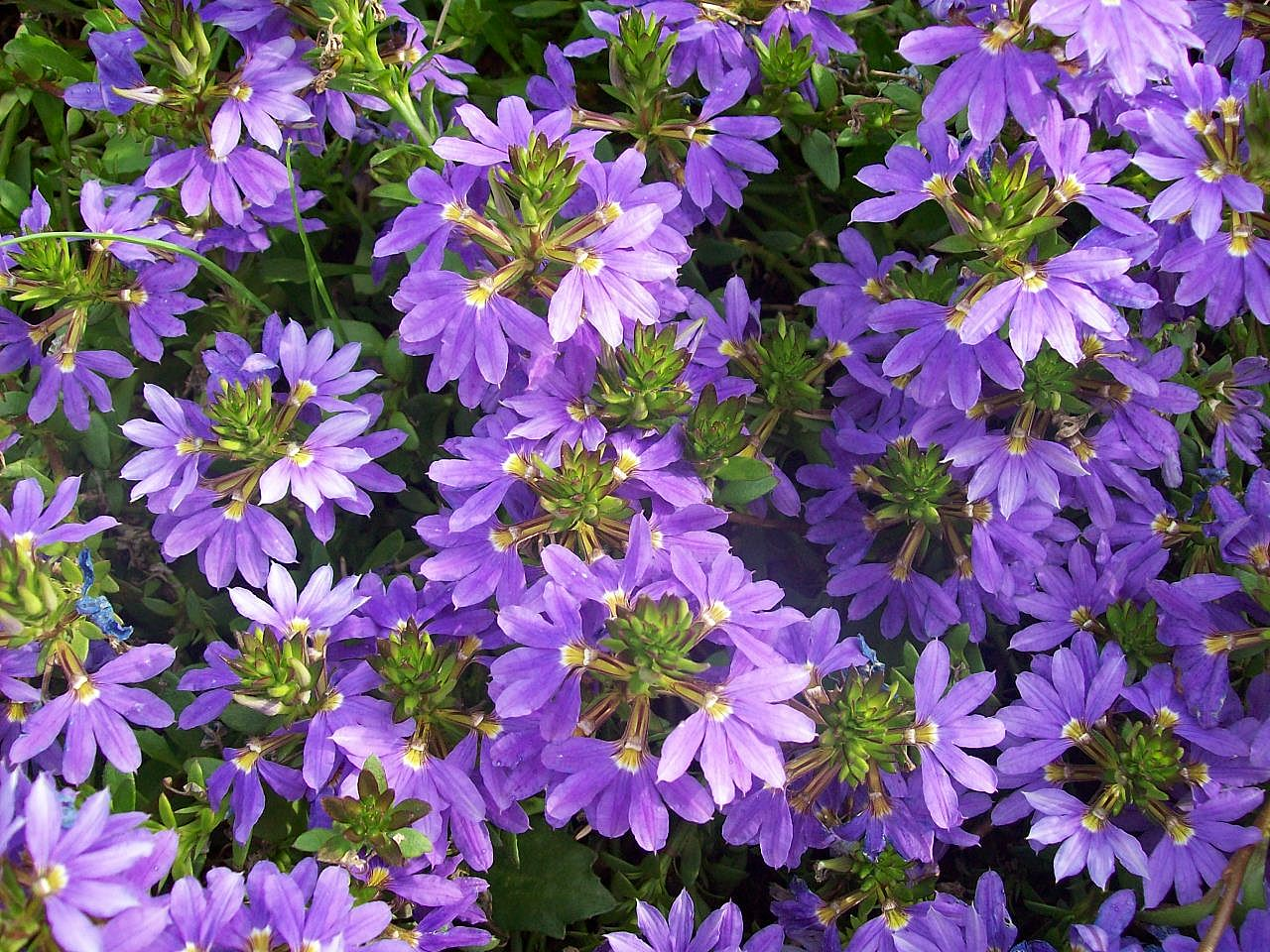
Blaue Fächerblume (Scaevola aemula)

- Ferdinand Bol: Mutius Scaevola verbrennet seine Hand im Beysein des Königes Porsenna.[5]
- Giambattista Tiepolo: Mucius Scaevola vor Porsenna, um 1750/53[6]
- Hans Baldung (1531): Mucius Scaevola vor Porsenna

Oper
- 1721 wurde im Londoner King’s Theatre am Haymarket eine Oper Il Muzio Scevola herausgebracht. Das Libretto stammte von Paolo Antonio Rolli, die Musik von Filippo Amadei (1. Akt), Giovanni Bononcini (2. Akt) und Georg Friedrich Händel (3. Akt).

Film
- 1964 war eine freie Adaption des Stoffs Grundlage für den italienischen Sandalenfilm Il Colosso di Roma (in Deutschland unter dem Titel Der Titan mit der eisernen Faust veröffentlicht), in dem Gordon Scott den Gaius Mucius Scaevola verkörperte.
- In Star Trek: Discovery hält der Klingone Voq ebenfalls seine Hand freiwillig in eine Flamme, um damit zu beweisen, dass seine Ehre und sein Wille wichtiger als sein Körper sind.

Wissenschaft
- Die Pflanzengattung Scaevola (Fächerblumen) wurde von Carl von Linné beschrieben und deutet mit ihrem Namen darauf hin, dass die Blütenkrone der Pflanze stark zygomorph, 5-zählig und bei vielen Arten deutlich auf eine Seite gestaucht ist.[7]

Nachahmung
- Im Alter von zwölf Jahren versuchte Friedrich Nietzsche, seinen Mitschülern zu beweisen, dass die Geschichte wahr sein könnte, und verbrannte seine ausgestreckte Handfläche über einem brennenden Streichholzbriefchen, ohne dabei Schmerzen zu zeigen, und wurde nur durch den Präfekten der Schule vor ernsthaften Verletzungen bewahrt.[8]
- Jean-Jacques Rousseau erwähnt im ersten Buch seiner Bekenntnisse, dass er als Kind versuchte, die Handlung des Mucius nachzuahmen, indem er seine Hand über einen Rechaud hielt.